# Danil Vasil'ev
Danil Vasil'ev (in cirillico: Данил Васильев?; Almaty, 22 luglio 2004) è un saltatore con gli sci kazako.

## Biografia
Danil Vasil'ev, attivo dal dicembre del 2016, ha esordito in Coppa del Mondo il 31 gennaio 2021 a Willingen (54º), ai Campionati mondiali a Oberstdorf 2021, dove si è classificato 49º nel trampolino normale, 47º nel trampolino lungo e 14º nella gara a squadre, e ai Giochi olimpici invernali a Pechino 2022, dove si è classificato 46º nel trampolino normale e 51º nel trampolino lungo; ai Mondiali di Planica 2023 è stato 50º nel trampolino normale, 43º nel trampolino lungo e 11º nella gara a squadre e a quelli di Trondheim 2025 si è classificato 10º nella gara a squadre e 15º nella gara a squadre mista.

## Palmarès

### Coppa del Mondo
- Miglior piazzamento in classifica generale: 82º nel 2023